# Trattato di Londra (1518)

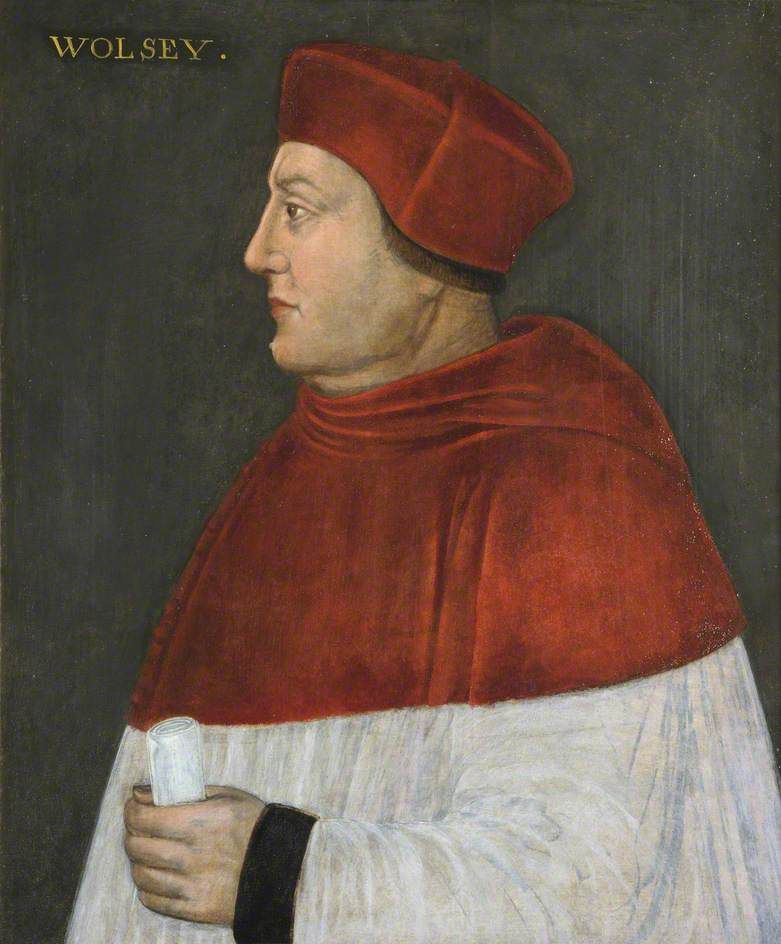
Il cardinale Thomas Wolsey

Il trattato di Londra del 1518 è un patto di non aggressione tra venti nazioni europee. I principali firmatari furono il regno di Francia, il regno d'Inghilterra, il regno di Spagna, il Sacro Romano Impero, lo Stato Pontificio, il Ducato di Borgogna e l'Olanda.
Il trattato venne promosso dal cardinale Thomas Wolsey, lord cancelliere di Enrico VIII d'Inghilterra, che per questo riunì gli ambasciatori delle altre nazioni europee a Londra. Il Trattato nacque per porre fine all'invasione della Francia da parte dell'Inghilterra, su richiesta di papa Leone X che voleva riappacificare le nazioni europee per lanciare una crociata contro l'Impero ottomano che nel frattempo stava invadendo i Balcani.

## Condizioni
Tutti i paesi europei vennero invitati a Londra, il trattato infatti sperava di unire 20 capi di Stato europei affinché si riappacificassero e concludessero ogni genere di conflitto sia militare che politico. Nell'ottobre 1518 i primi a firmare il trattato furono i rappresentanti di Inghilterra e Francia, poi si è allargato alle altre nazioni europee e allo Stato Pontificio.
L'accordo stabiliva una lega difensiva basata su quanto segue: ogni stato doveva impegnarsi ad attuare una attiva politica estera di non aggressione, ma anche a dichiarare guerra a quelle nazioni che avessero infranto i termini del trattato.

## Conseguenze
Il trattato ebbe successo, ma portò la pace per un periodo molto ridotto. L'anno successivo infatti scoppiò una guerra tra la Francia di Francesco I di Francia e la Spagna dell'imperatore Carlo V, nella quale fu coinvolta anche l'Inghilterra che si schierò con l'imperatore e poi nel 1523 il Regno di Danimarca e il Regno di Svezia entrarono in guerra sciogliendo l'Unione di Kalmar. Il trattato di Londra fu quindi l'ultimo trattato di pace tra le nazioni europee, prima del congresso di Vienna del 1815.